# Seleuciana
Seleuciana (łac. Diocesis Seleucianensis) – stolica historycznej diecezji w Cesarstwie rzymskim w prowincji Numidia zlikwidowana w VII w. podczas ekspansji islamskiej, współcześnie w północnej Algierii. Obecnie katolickie biskupstwo tytularne.

## Biskupi tytularni
| Lp. | Biskup                | Funkcja                                                | Od              | Do              |
| --- | --------------------- | ------------------------------------------------------ | --------------- | --------------- |
| 1   | Giovanni Bianchi      | biskup pomocniczy Florencji (Włochy)                   | 22 czerwca 1964 | 27 czerwca 1977 |
| 2   | Gonzalo López Marañon | wikariusz apostolski San Miguel de Sucumbíos (Ekwador) | 2 lipca 1984    | 7 maja 2016     |
| 3   | Marek Forgáč          | biskup pomocniczy Koszyc (Słowacja)                    | 11 czerwca 2016 |                 |